# Plage de Sarakíniko
Sarakíniko (grec moderne : Σαρακήνικο) est une plage de l'île de Milos, en Grèce, située au nord de l'île dans la mer Égée. Les vagues poussées par les vents du nord façonnent la roche volcanique gris-blanc en des formes étonnantes, et la région est souvent comparée à un paysage lunaire'. La plage d'un blanc éclatant tire ses caractéristiques inhabituelles de l'érosion de la roche volcanique par le vent et les vagues. Sarakíniko est l'un des paysages les plus photographiés de la mer Égée.

## Plage de Sarakíniko
La plage ne couvre qu'une petite partie du site. La plage, nichée entre les formations rocheuses blanches, est faite de sable blanc et fin. Quelques arbres offrent de petites zones d'ombre à l'arrière de la plage.

## Désert de Sarakíniko
Alors que le côté ouest de Sarakíniko offre un paysage lunaire, le côté est de Sarakíniko est un désert. Ce côté de Sarakíniko abrite également un navire naufragé que les visiteurs peuvent voir lorsque les vagues se retirent. Le navire « Africa » s'est échoué sur Sarakíniko en 2003.

## Galerie

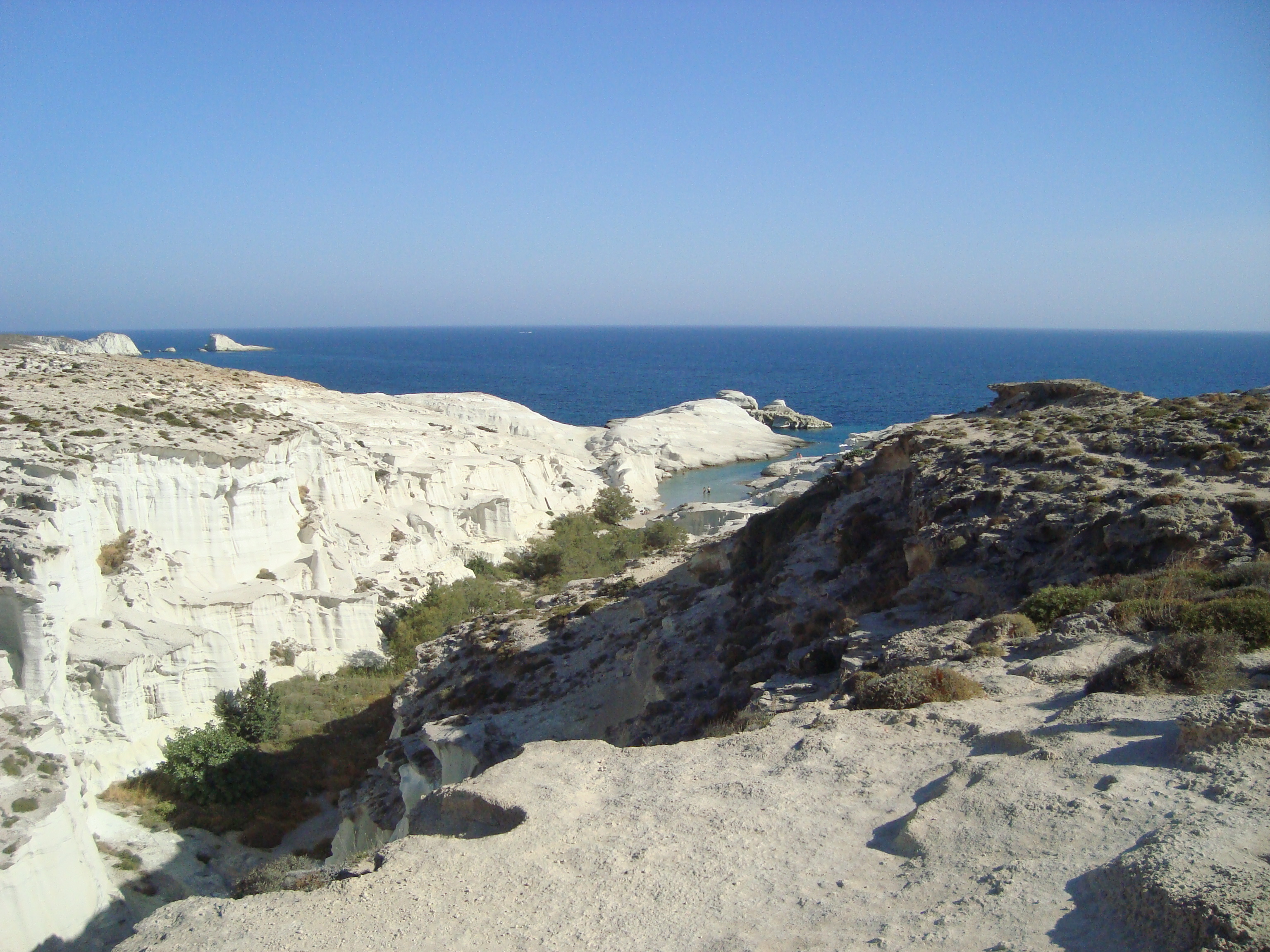
La vue de Sarakíniko
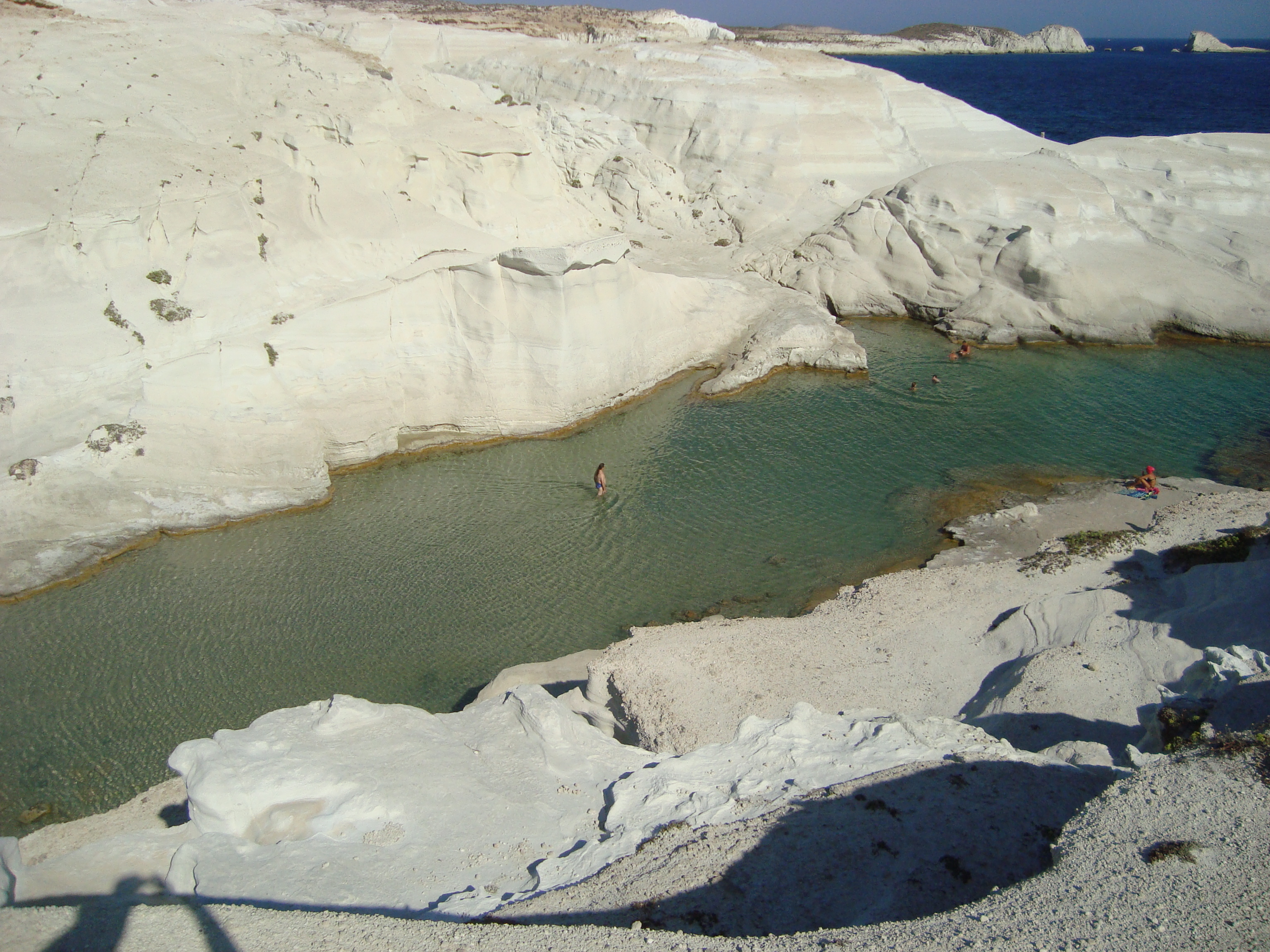
La plage blanche de Sarakíniko
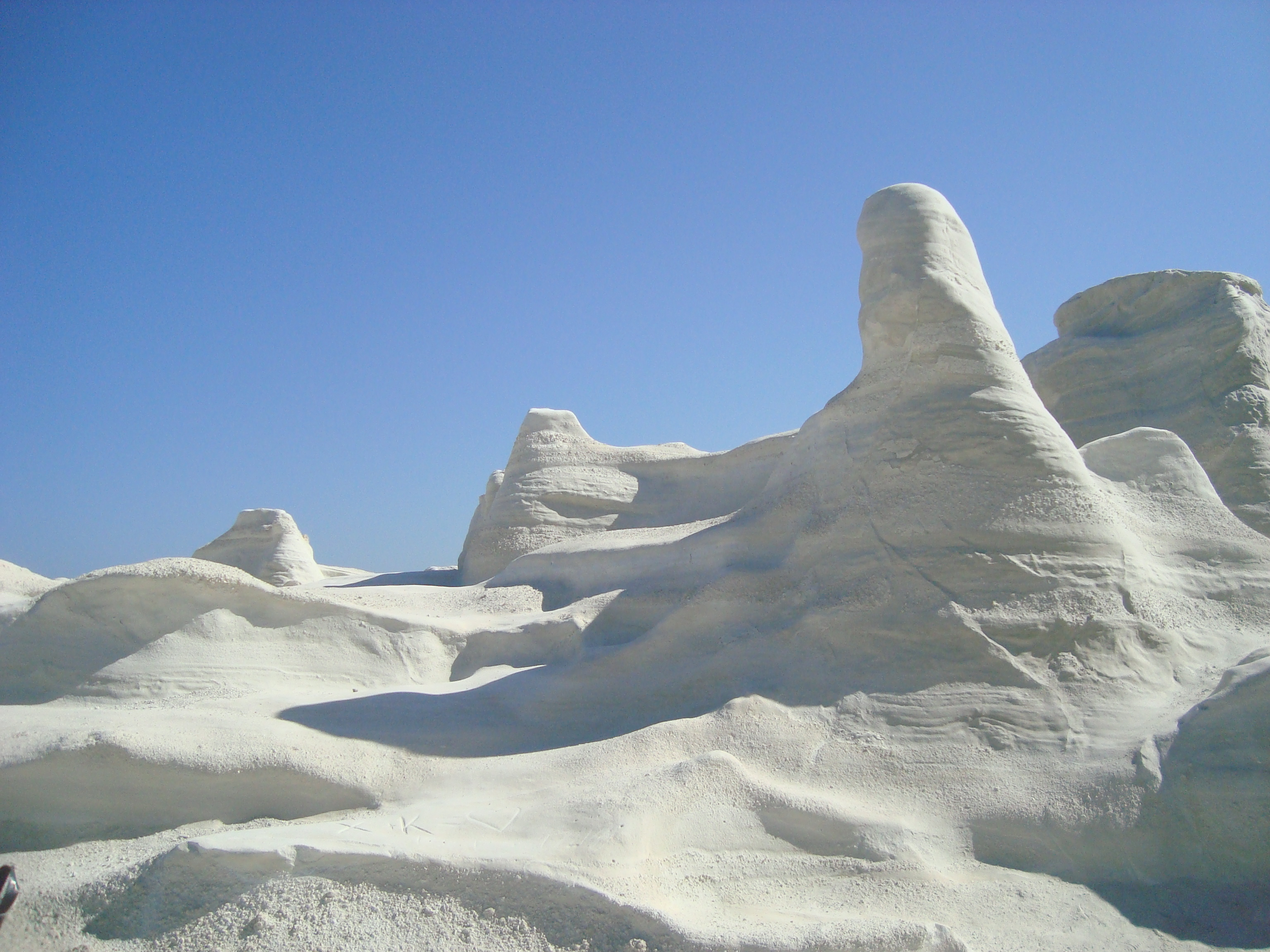
Roches sculptées
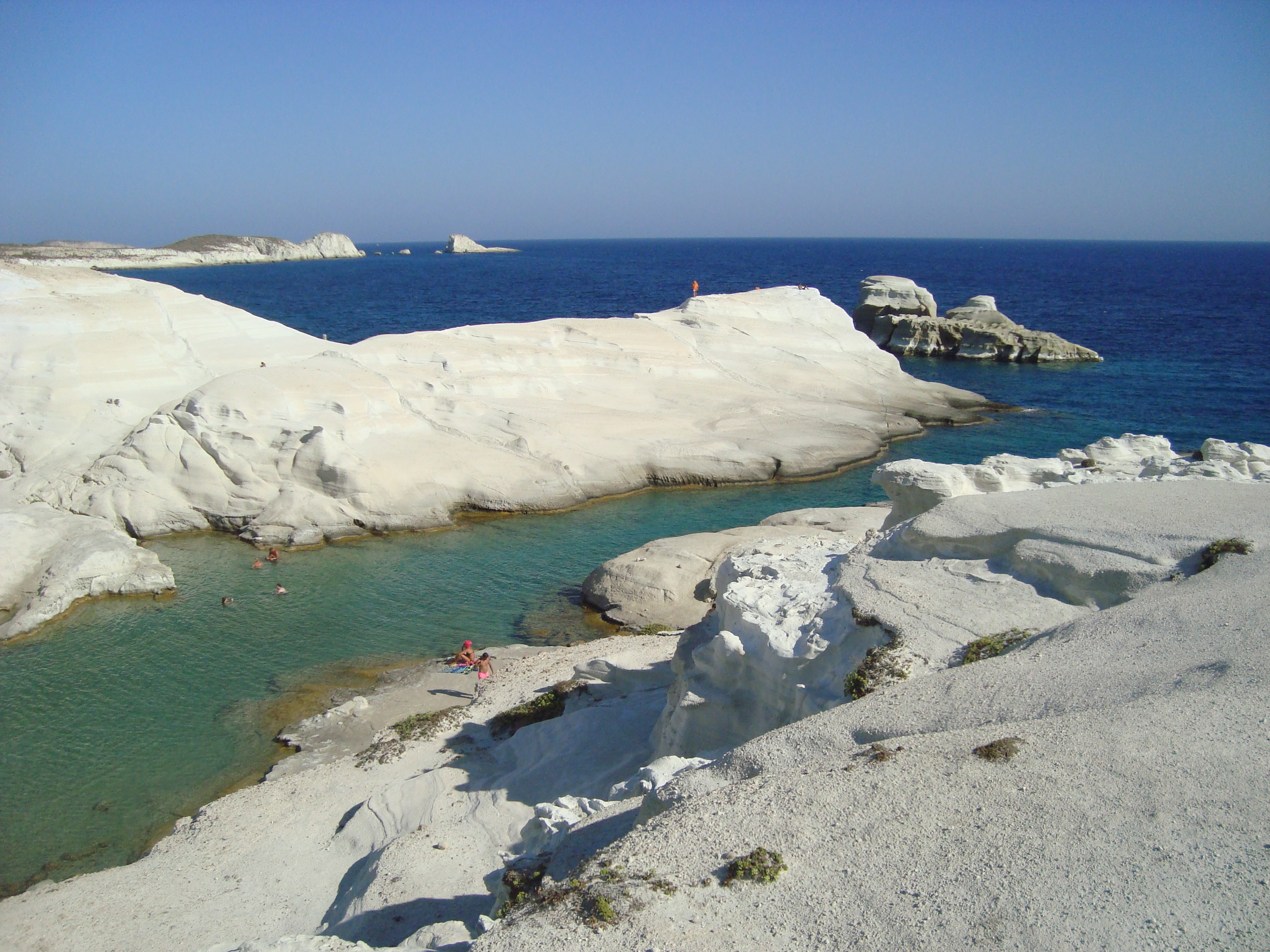
Sarakíniko
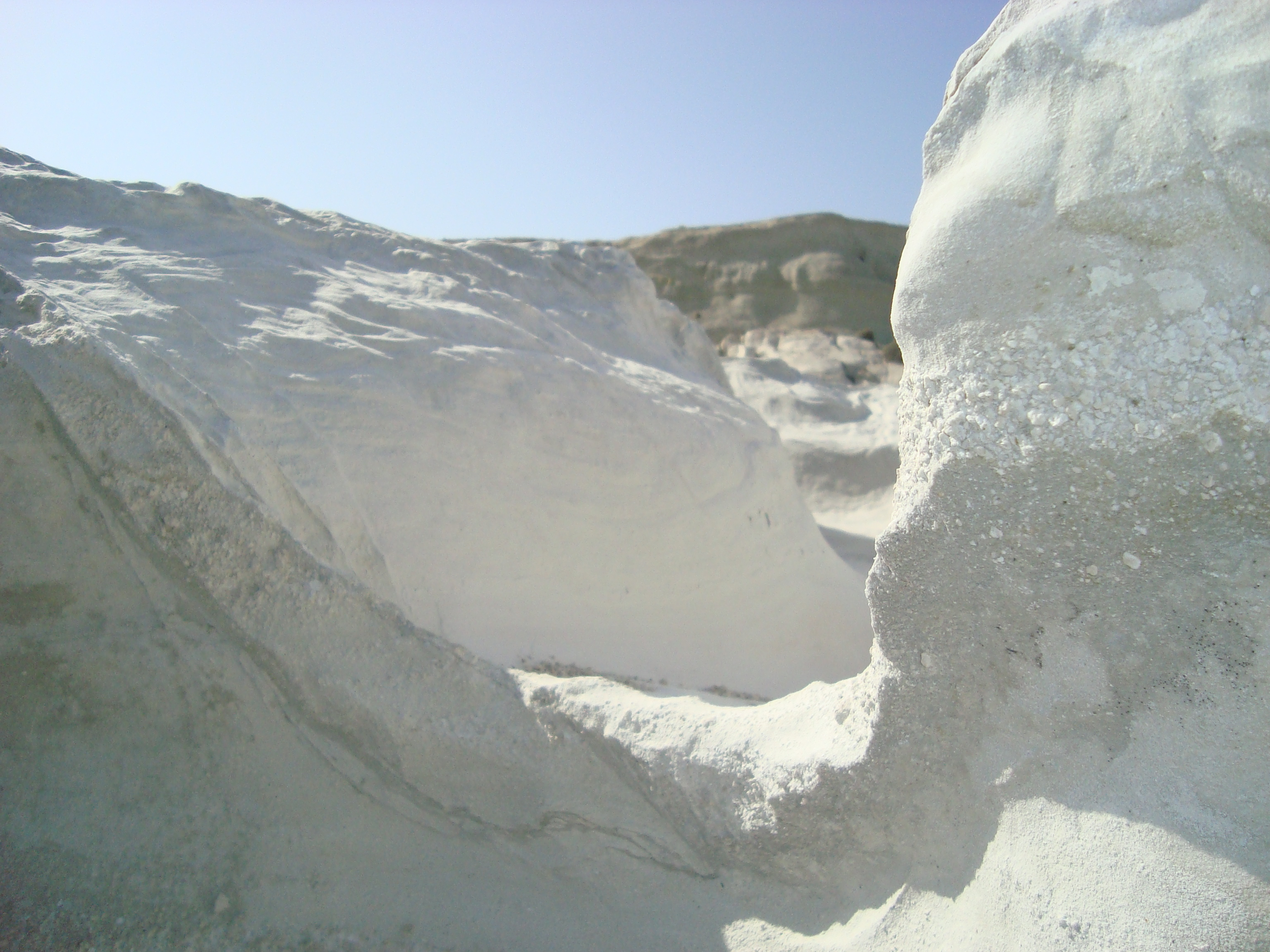
Roches Blanches
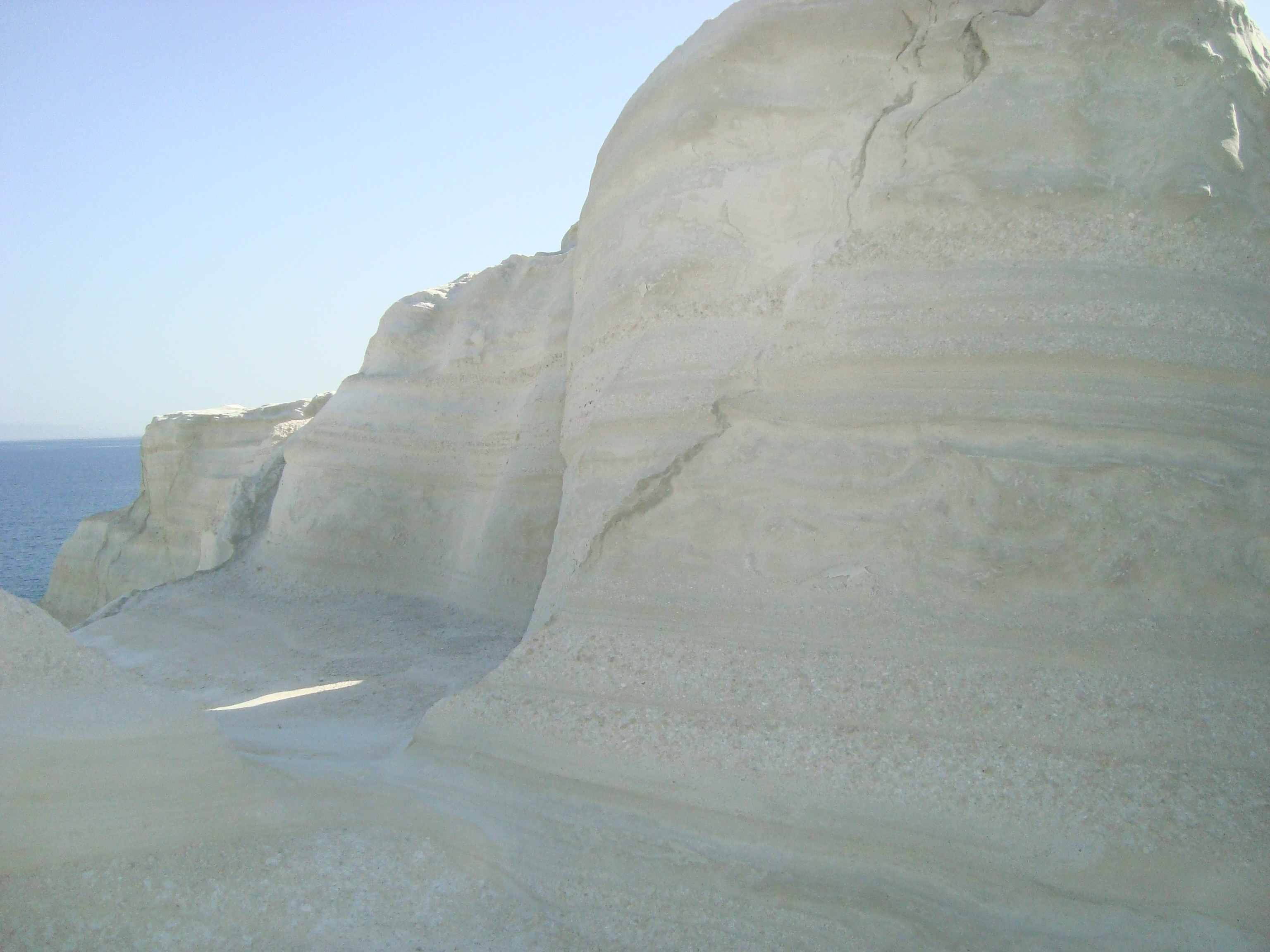
Roches Blanches
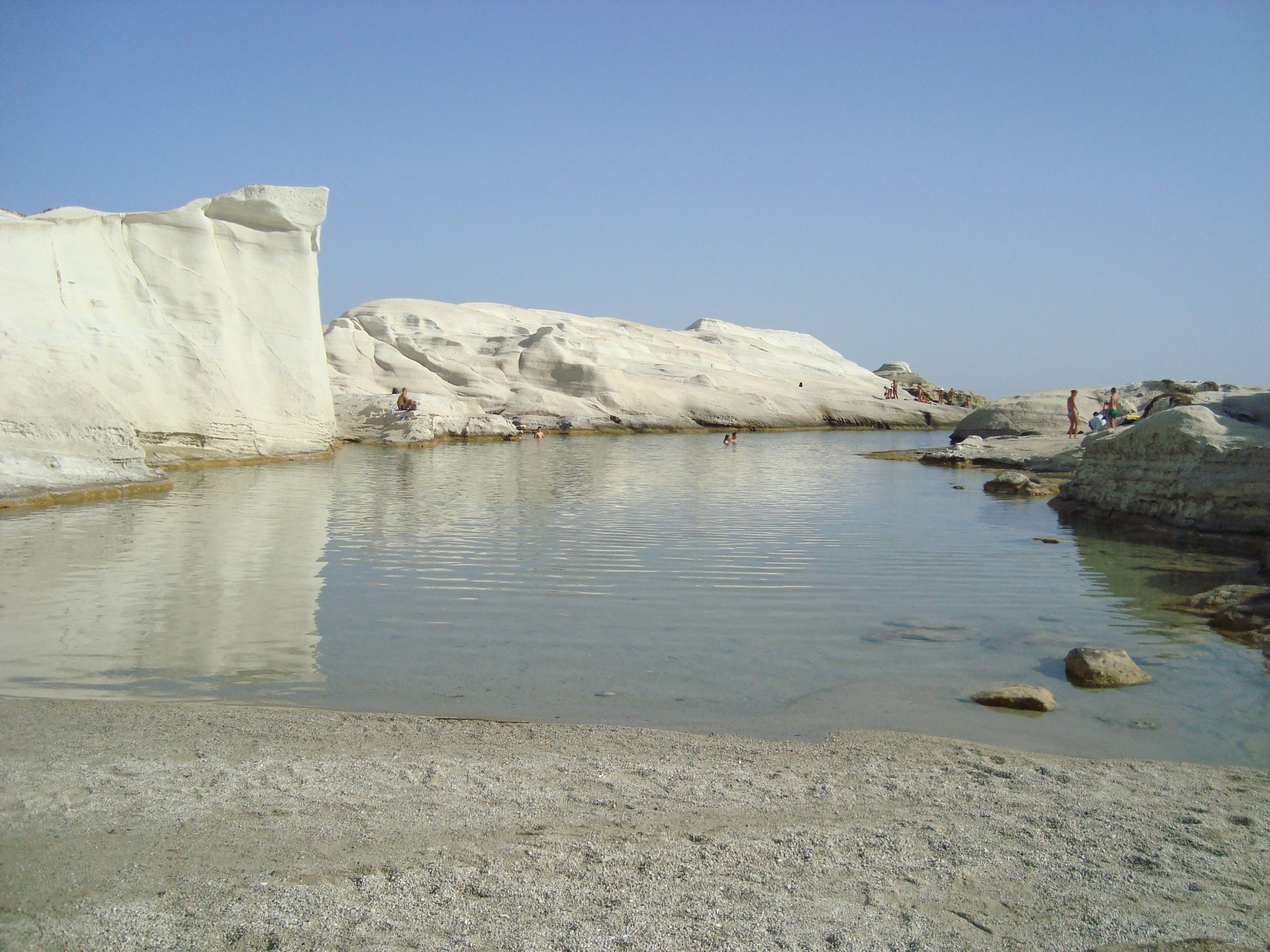
Plage
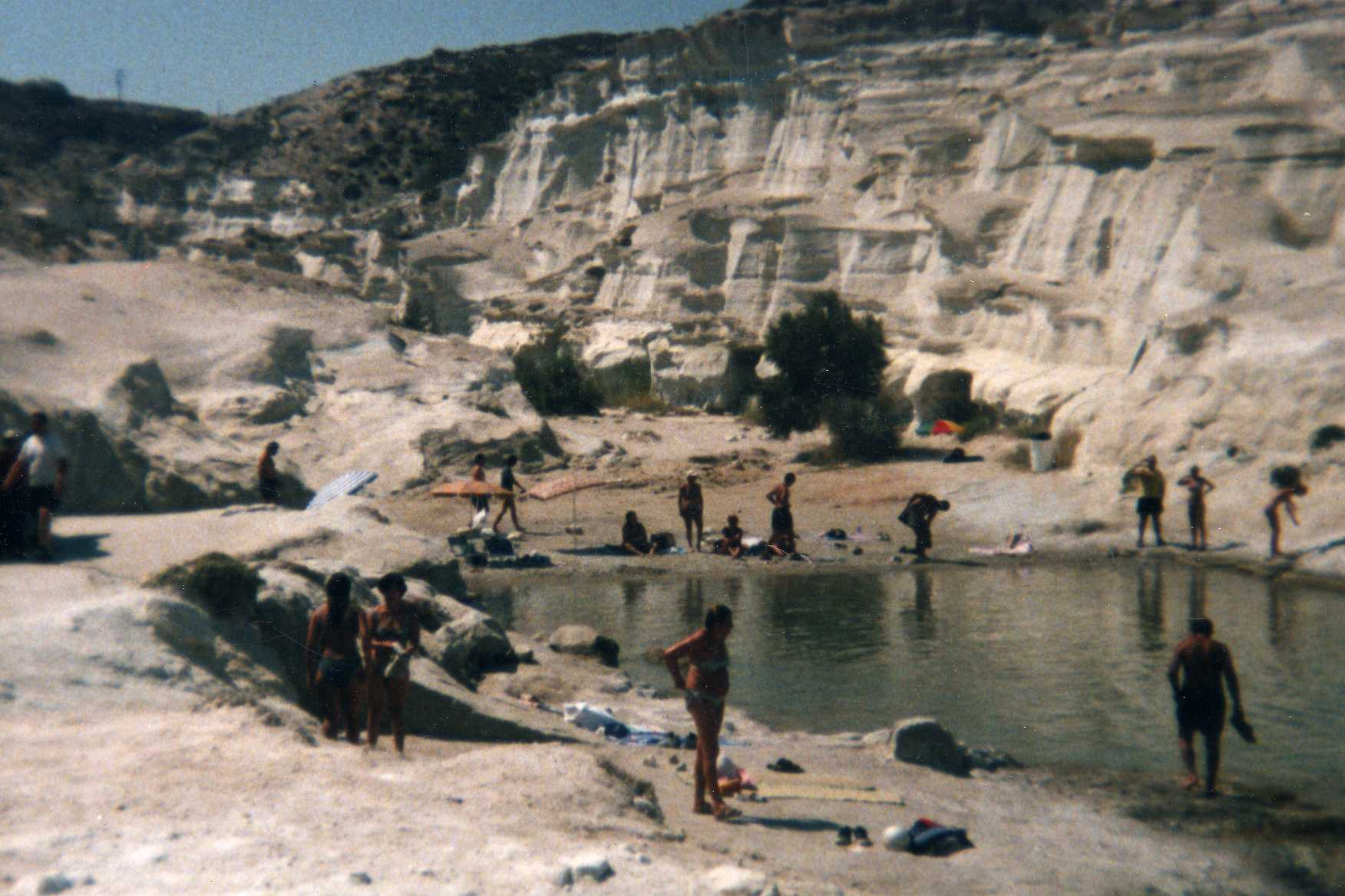
Plage
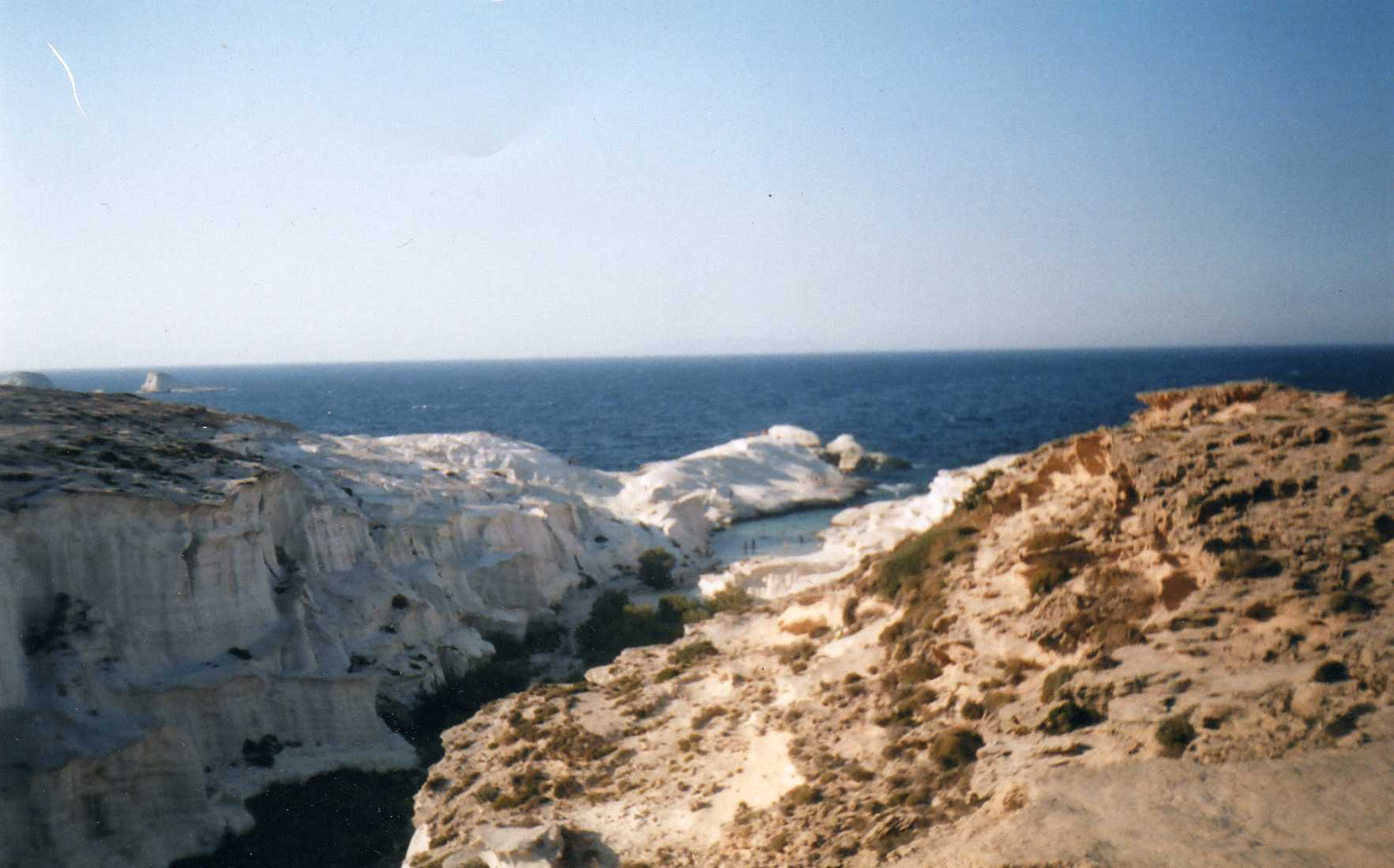
Vue de Sarakíniko
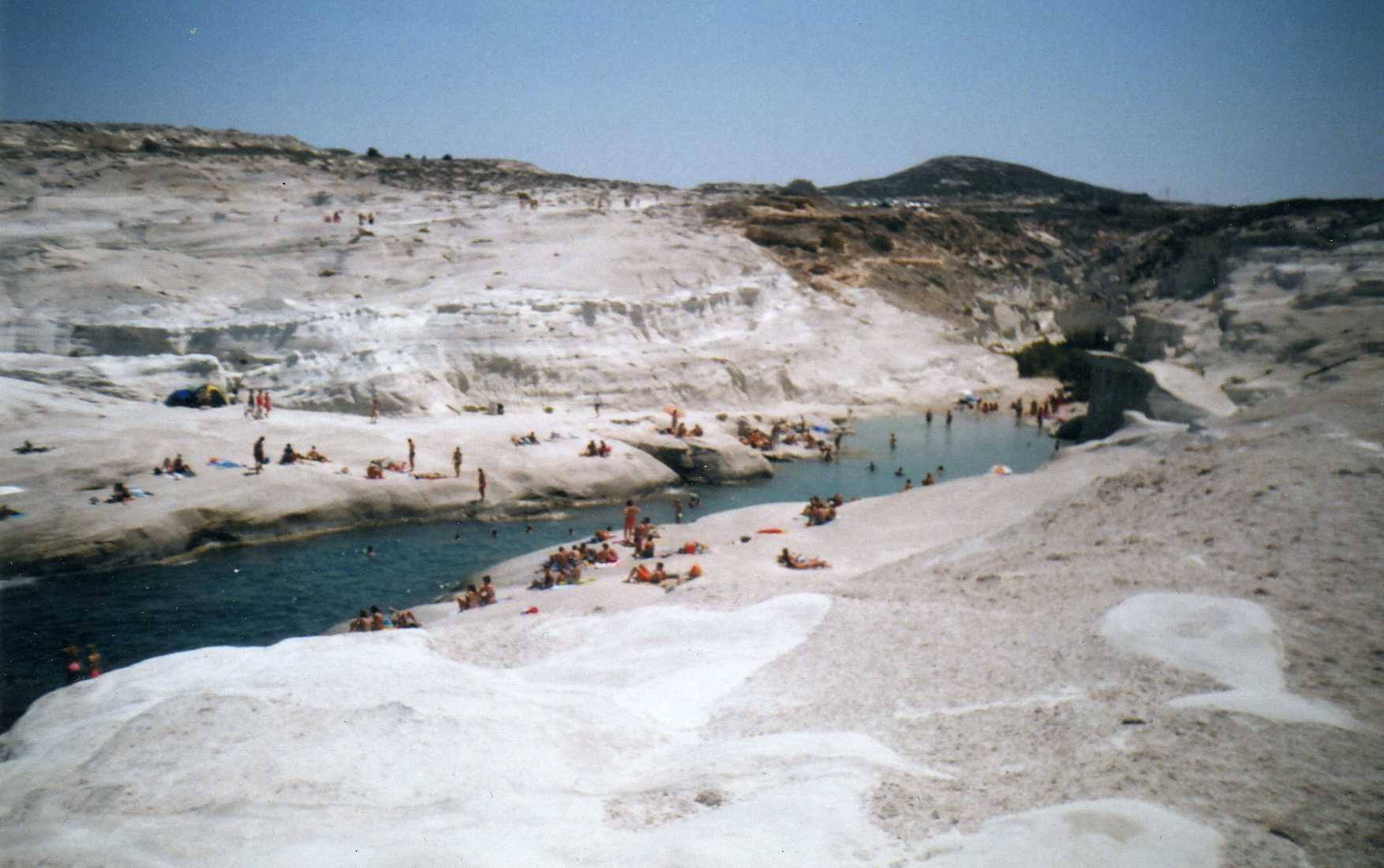
Panorama
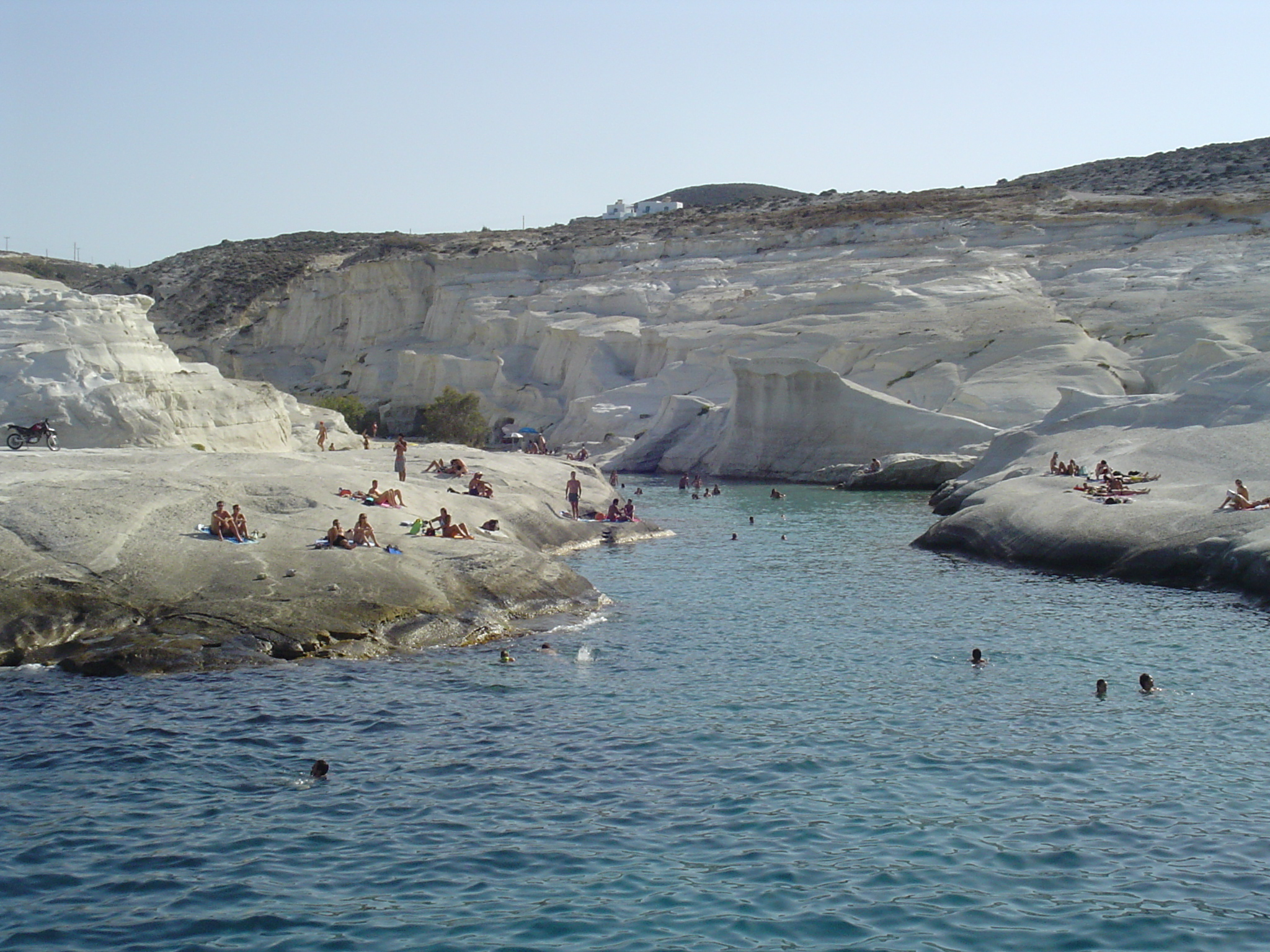
Baigneurs sur la plage de Sarakíniko